# 栗山ことね
栗山ことね（くりやま ことね、1993年5月2日 富永早絵時代は1993年5月13日 - ）は、日本のグラビアアイドル、タレント。長崎県出身。フラワープロダクション所属。以前は富永早絵名義で女優として活動。

## 経歴・人物
屋根の上の魔女出演（2015年3月）
つぎはぎだらけのヒーローズ出演（2015年12月）
P&G レノア VP、2014 P&G ジョイ TVCM、限界チャレンジ！in中華街などのcmに出演。
趣味は草野球。特技は料理。
2023年8月を最後にX（旧Twitter）の更新が途絶えているため現在は消息不明。

## 作品

### 映画
- うしろの正面（ 2017年9月2日、インターフィルム）[3]

### イメージビデオ
※太字のタイトルはBD版も併売。
- 初めてのとき（2019年12月20日、竹書房）[4]
- Venus Body（2020年3月27日、スパイスビジュアル）
- イケナイ！ことね先生（2020年5月25日、フェイス）
- Pretty! Premium （2020年7月27日、M.B.D. メディアブランド）
- 言霊-ことだま-（2020年12月18日、イーネット・フロンティア）
- 百合の咲く丘（2021年2月19日、M.B.D. メディアブランド）共演：鳴海千秋
- 恋することね （2022年2月28日、NON STYLE）
- Temptation（2022年8月19日、M.B.D. メディアブランド）
- コトメロディー（2022年11月28日、NON STYLE）